# Mūnaq
Mūnaq (persiska: مونق) är en ort i Iran.   Den ligger i provinsen Östazarbaijan, i den nordvästra delen av landet, 400 km nordväst om huvudstaden Teheran. Mūnaq ligger 1 380 meter över havet och antalet invånare är 259.
Terrängen runt Mūnaq är huvudsakligen kuperad, men den allra närmaste omgivningen är platt. Terrängen runt Mūnaq sluttar söderut. Runt Mūnaq är det ganska glesbefolkat, med 40 invånare per kvadratkilometer. Närmaste större samhälle är Tark, 7,5 km nordost om Mūnaq. Trakten runt Mūnaq består i huvudsak av gräsmarker.